# NHL Awards 2014
Die NHL Awards 2014 sind Ehrungen der nordamerikanischen Eishockeyliga NHL. Sie wurden am 24. Juni 2014 im Encore Theater des Wynn Hotels in Paradise verliehen.

## Preisträger
Hart Memorial Trophy – Wird an den wertvollsten Spieler (MVP) der Saison durch die Professional Hockey Writers’ Association verliehen.
- Sidney Crosby (C) – Pittsburgh Penguins

Außerdem nominiert:
- Ryan Getzlaf (C) – Anaheim Ducks
- Claude Giroux (RW) – Philadelphia Flyers

Ted Lindsay Award – Wird an den herausragenden Spieler der Saison durch die Spielergewerkschaft NHLPA verliehen.
- Sidney Crosby (C) – Pittsburgh Penguins

Außerdem nominiert:
- Ryan Getzlaf (C) – Anaheim Ducks
- Claude Giroux (RW) – Philadelphia Flyers

Vezina Trophy – Wird an den herausragenden Torhüter der Saison durch die General Manager der Teams verliehen.
- Tuukka Rask – Boston Bruins

Außerdem nominiert:
- Ben Bishop – Tampa Bay Lightning
- Semjon Warlamow – Colorado Avalanche

James Norris Memorial Trophy – Wird durch die Professional Hockey Writers’ Association an den Verteidiger verliehen, der in der Saison auf dieser Position die größten Allround-Fähigkeiten zeigte.
- Duncan Keith – Chicago Blackhawks

Außerdem nominiert:
- Zdeno Chára – Boston Bruins
- Shea Weber – Nashville Predators

Frank J. Selke Trophy – Wird an den Angreifer mit den besten Defensivqualitäten durch die Professional Hockey Writers’ Association verliehen.
- Patrice Bergeron – Boston Bruins

Außerdem nominiert:
- Anže Kopitar – Los Angeles Kings
- Jonathan Toews – Chicago Blackhawks

Calder Memorial Trophy – Wird durch die Professional Hockey Writers’ Association an den besten Neuprofi (Rookie) verliehen.
- Nathan MacKinnon (C) – Colorado Avalanche

Außerdem nominiert:
- Tyler Johnson (C) – Tampa Bay Lightning
- Ondřej Palát (LW) – Tampa Bay Lightning

Lady Byng Memorial Trophy – Wird durch die Professional Hockey Writers’ Association an den Spieler verliehen, der durch einen hohen sportlichen Standard und faires Verhalten herausragte.
- Ryan O’Reilly (C) – Colorado Avalanche

Außerdem nominiert:
- Patrick Marleau (LW) – San Jose Sharks
- Martin St. Louis (RW) – New York Rangers

Jack Adams Award – Wird durch die NHL Broadcasters’ Association an den Trainer verliehen, der am meisten zum Erfolg seines Teams beitrug.
- Patrick Roy – Colorado Avalanche

Außerdem nominiert:
- Mike Babcock – Detroit Red Wings
- Jon Cooper – Tampa Bay Lightning

Bill Masterton Memorial Trophy – Wird durch die Professional Hockey Writers’ Association an den Spieler verliehen, der Ausdauer, Hingabe und Fairness in und um den Eishockeysport zeigte.
- Dominic Moore – New York Rangers

Außerdem nominiert:
- Jaromír Jágr – New Jersey Devils
- Manny Malhotra – Carolina Hurricanes

NHL General Manager of the Year Award – Wird an den General Manager eines Franchise vergeben, der sich im Verlauf der Saison als der Fähigste erwiesen hat.
- Bob Murray – Anaheim Ducks

Außerdem nominiert:
- Dean Lombardi – Los Angeles Kings
- Marc Bergevin  – Canadiens de Montréal

Art Ross Trophy – Wird an den besten Scorer der Saison verliehen.
- Sidney Crosby (C) – Pittsburgh Penguins: 104 Punkte (36 Tore, 68 Vorlagen)

Maurice 'Rocket' Richard Trophy – Wird an den besten Torschützen der Liga vergeben.
- Alexander Owetschkin – Washington Capitals: 51 Tore

William M. Jennings Trophy – Wird an den/die Torhüter mit mindestens 25 Einsätzen verliehen, dessen/deren Team die wenigsten Gegentore in der Saison zugelassen hat.
- Jonathan Quick – Los Angeles Kings: 100 Gegentore in 49 Spielen (Gegentordurchschnitt: 2.07)

NHL Plus/Minus Award – Wird an den Spieler verliehen, der während der Saison die beste Plus/Minus-Statistik hat.
- David Krejčí – Boston Bruins: +39

Conn Smythe Trophy – Wird an den wertvollsten Spieler (MVP) der Play Offs verliehen.
- Justin Williams (RW) – Los Angeles Kings

Mark Messier Leader of the Year Award – Wird an den Spieler verliehen, der sich während der Saison durch besondere Führungsqualitäten ausgezeichnet hat.
- Justin Williams (RW) – Los Angeles Kings

King Clancy Memorial Trophy – Wird an den Spieler vergeben, der durch Führungsqualitäten, sowohl auf als auch abseits des Eises und durch soziales Engagement herausragte.
- Daniel Alfredsson (RW) – Ottawa Senators

## Trophäen

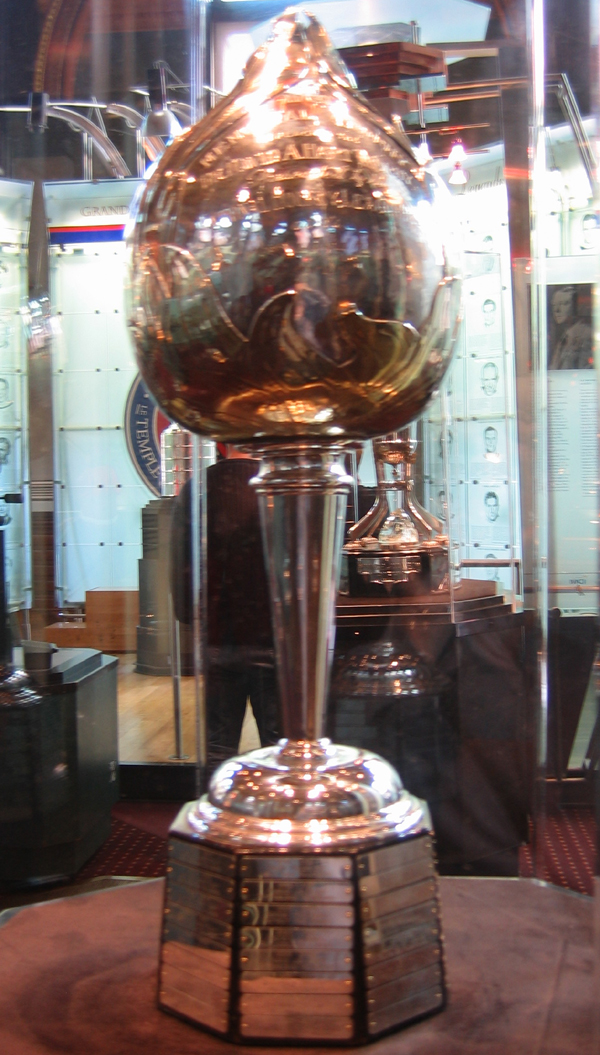
Hart Memorial Trophy
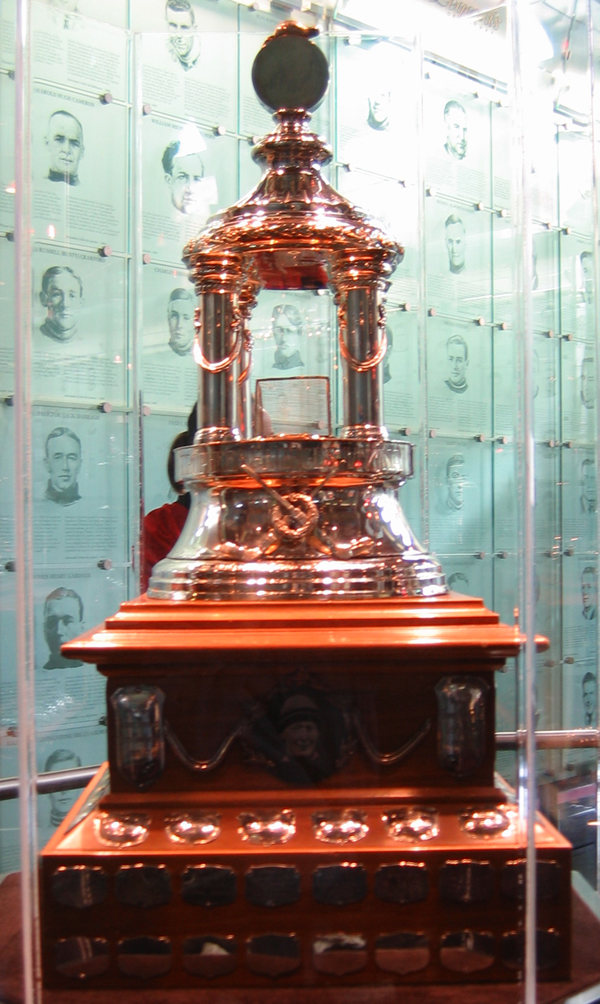
Vezina Trophy
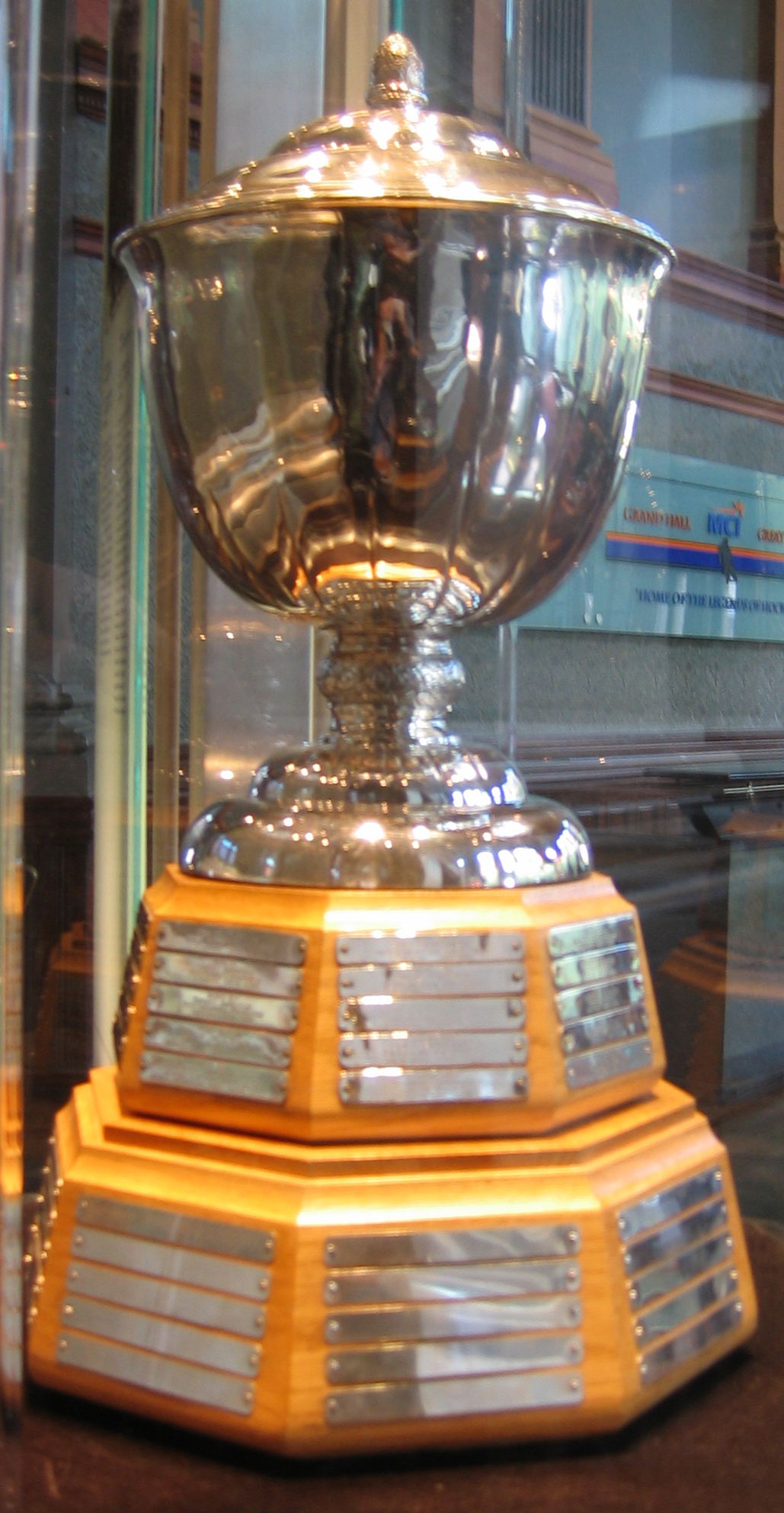
James Norris Memorial Trophy
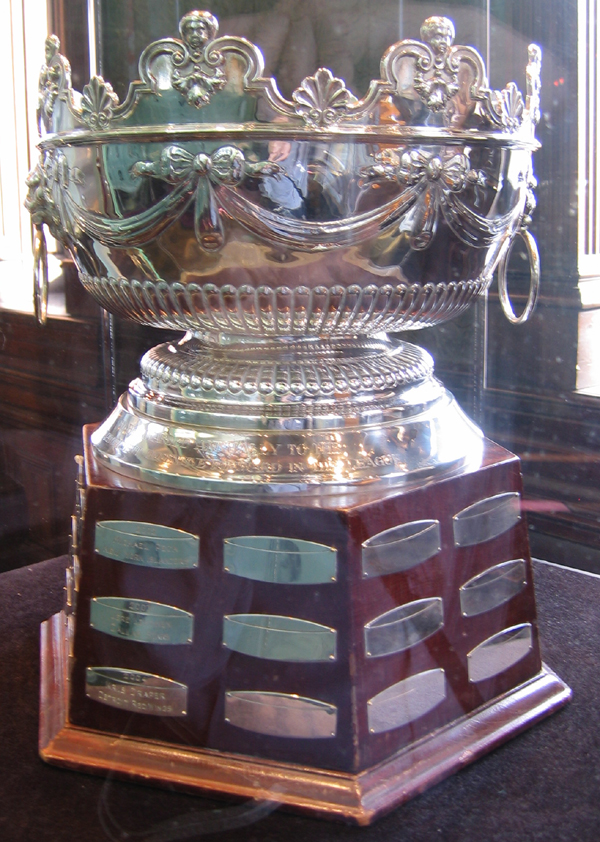
Frank J. Selke Trophy
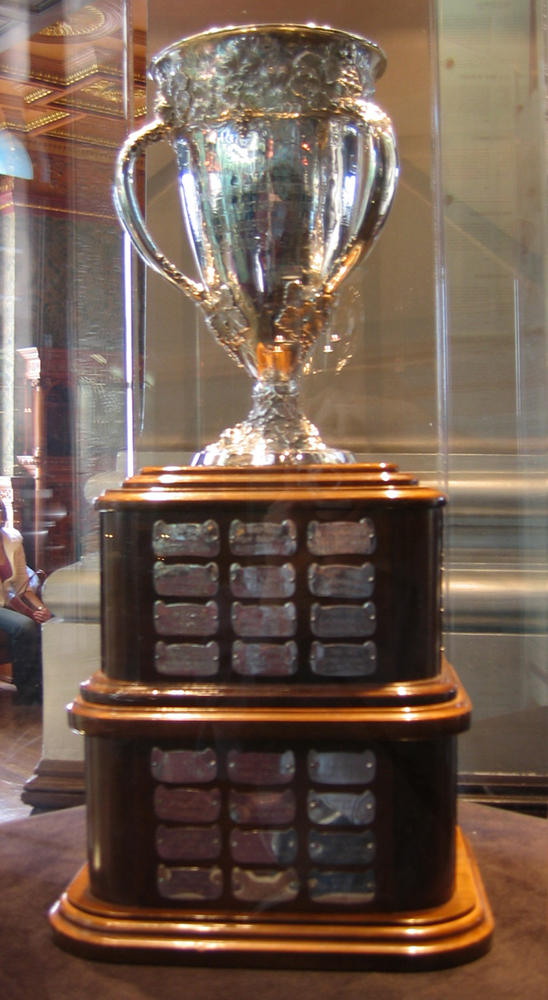
Calder Memorial Trophy
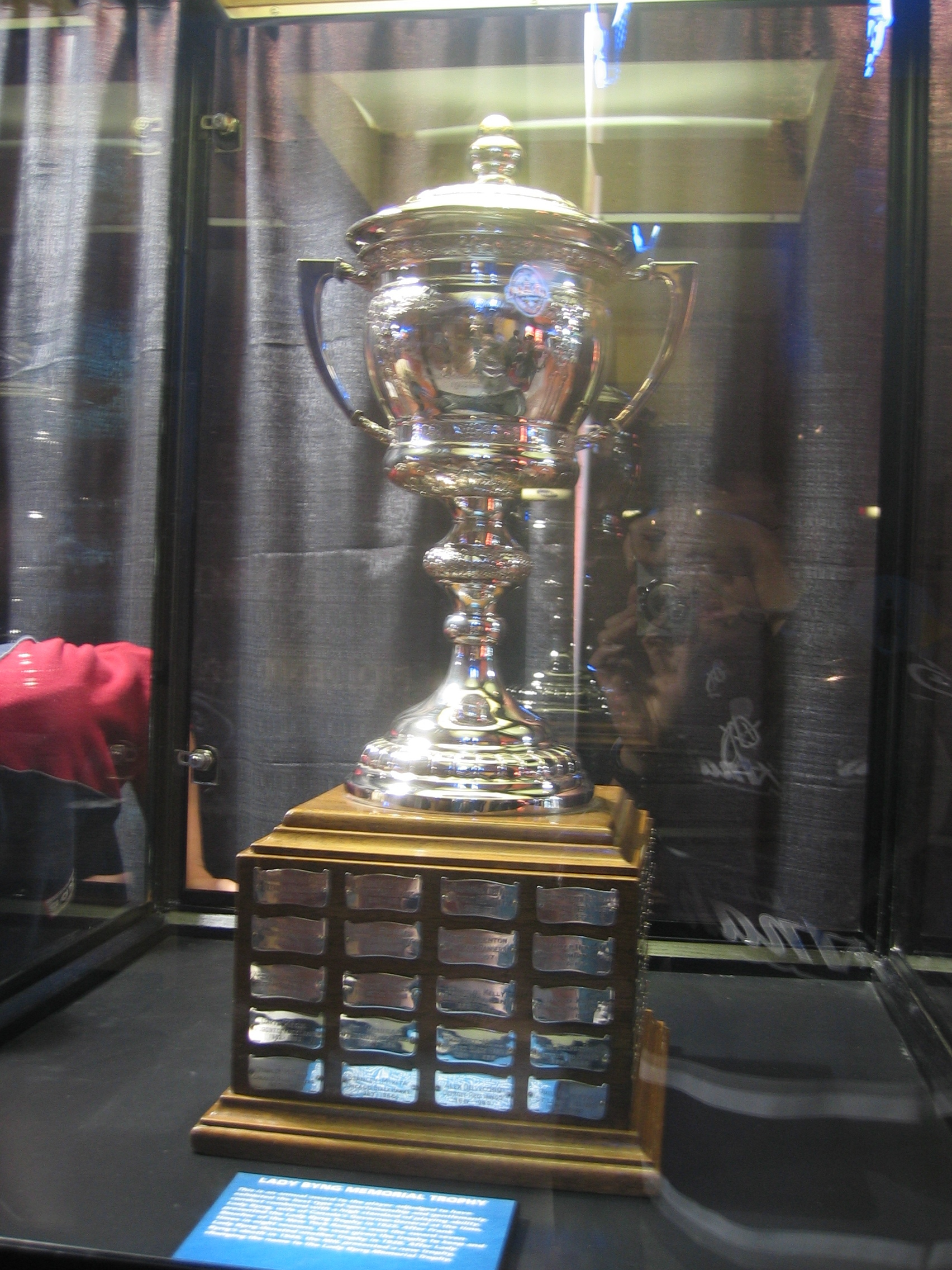
Lady Byng Memorial Trophy
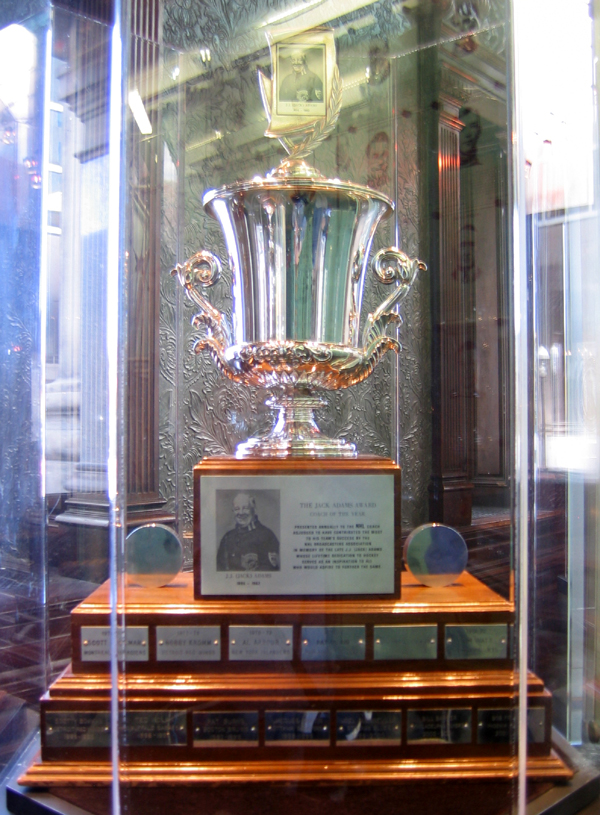
Jack Adams Award
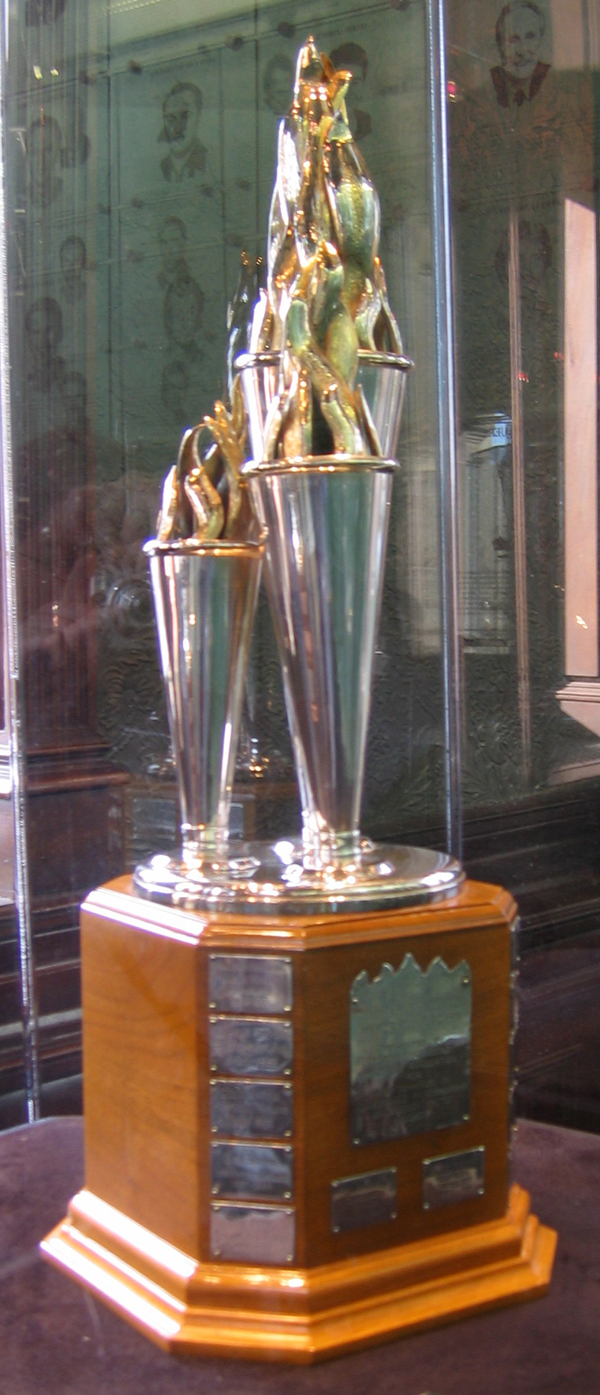
Bill Masterton Memorial Trophy
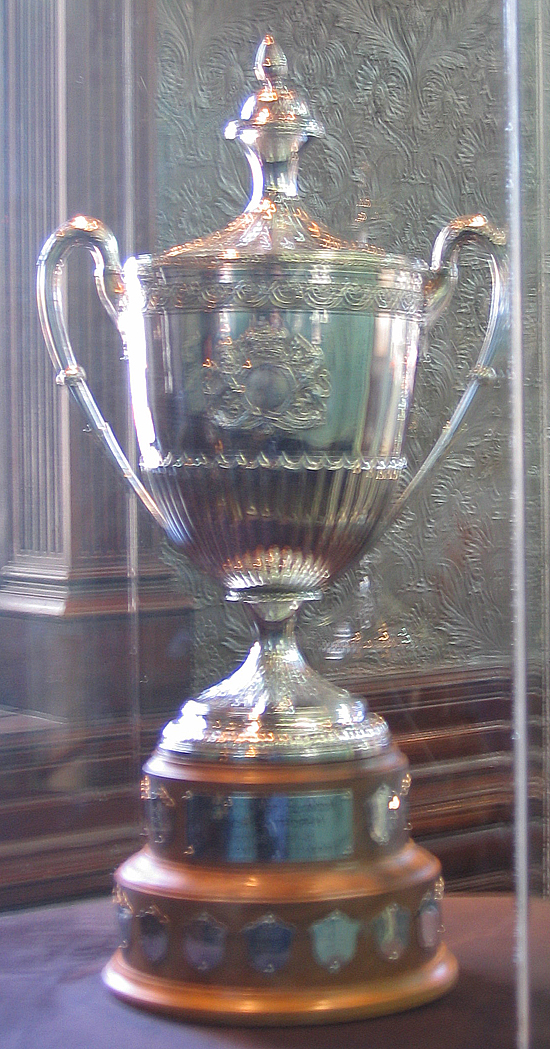
King Clancy Memorial Trophy
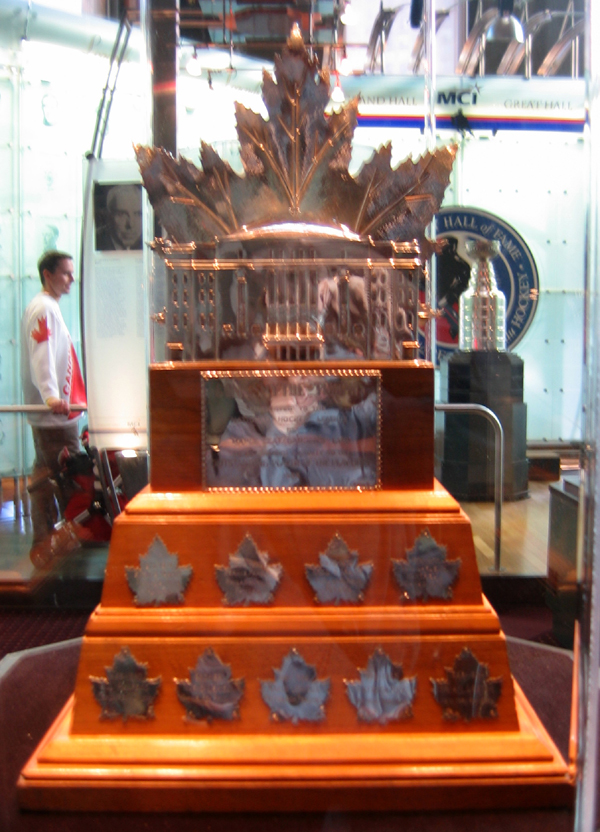
Conn Smythe Trophy
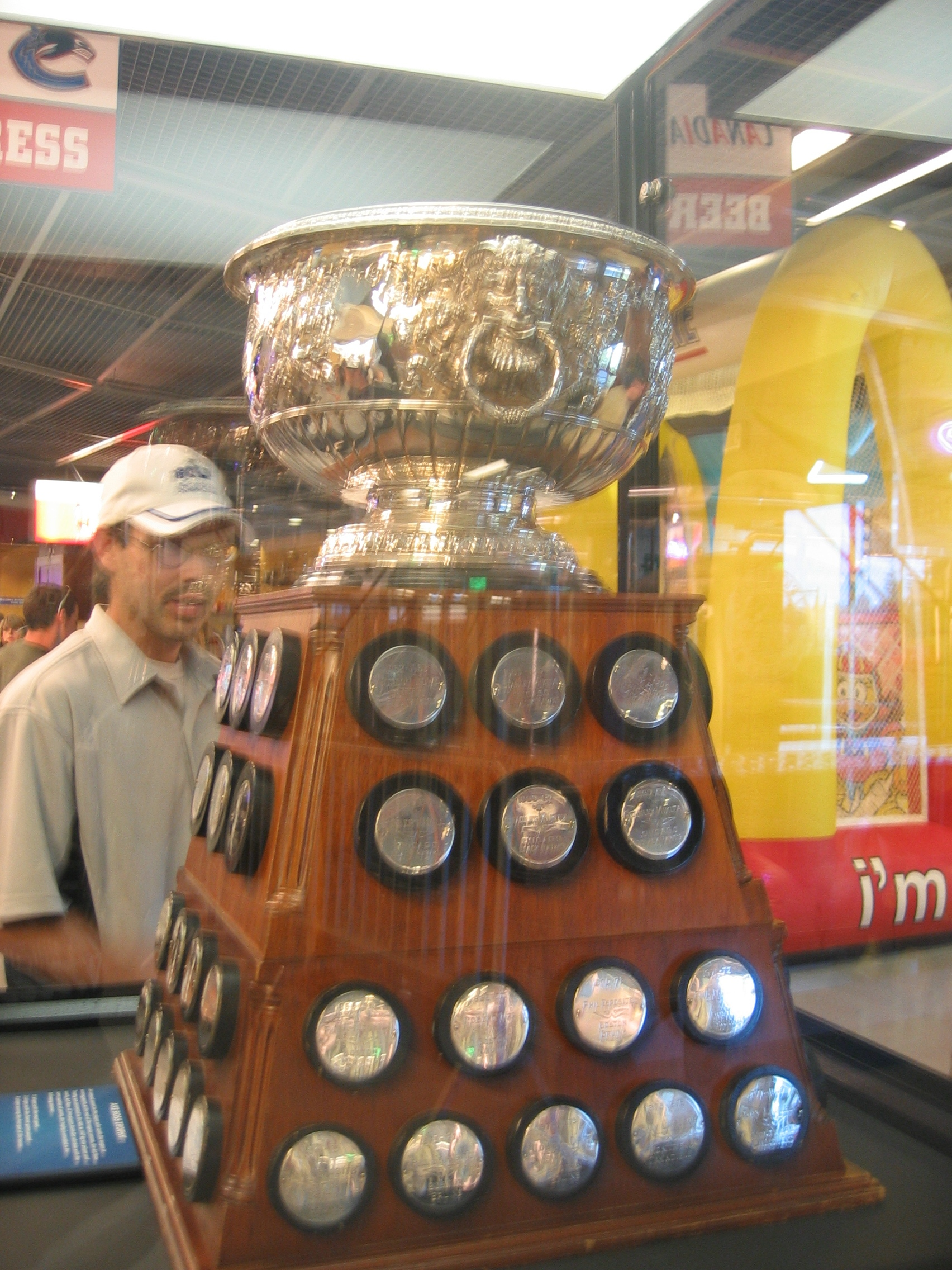
Art Ross Trophy
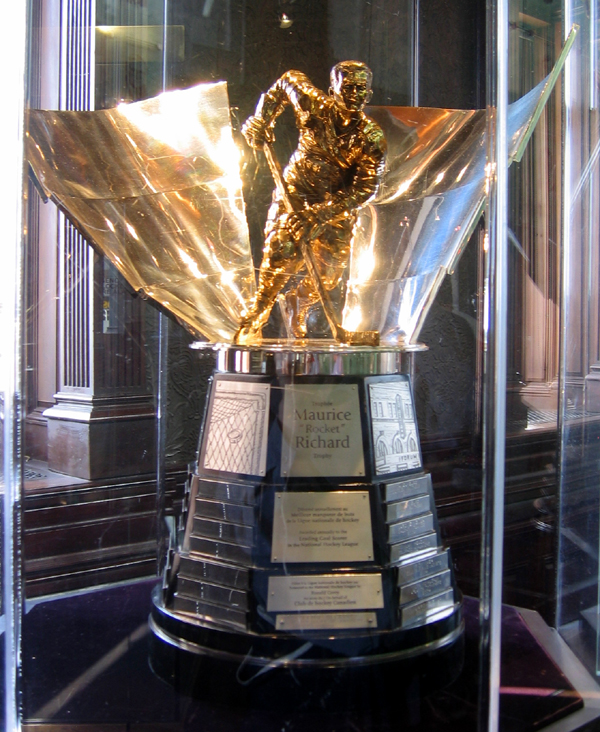
Maurice 'Rocket' Richard Trophy
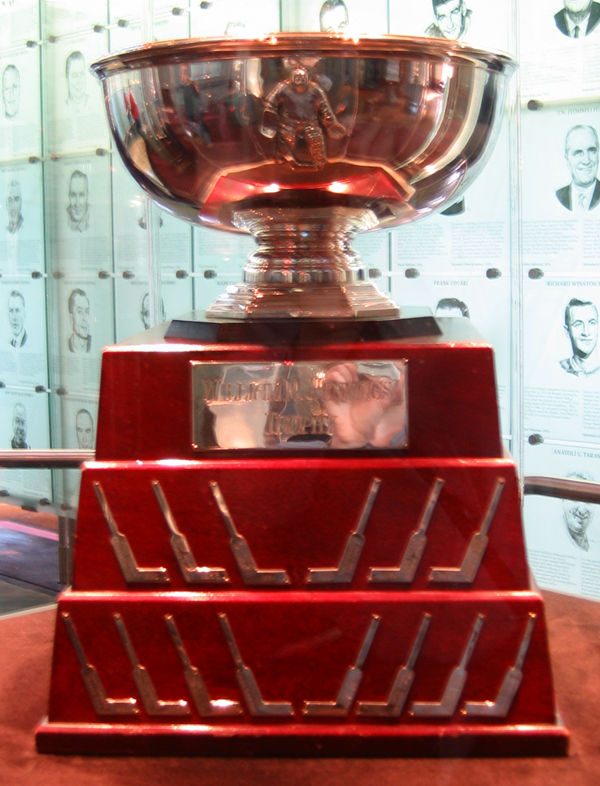
William M. Jennings Trophy